# Moncoutant-sur-Sèvre
Moncoutant-sur-Sèvre község Franciaország Új-Aquitania régiójában, Deux-Sèvres megyében. Új községként 2019. január 1-jén jött létre hat korábbi község: Moncoutant, Le Breuil-Bernard, La Chapelle-Saint-Étienne, Moutiers-sous-Chantemerle, Pugny és Saint-Jouin-de-Milly egyesítésével. Lakosainak száma 5100 fő (2022. január 1.).

## Népesség
| Lakosok száma | 5046 | 5046 | 5057 | 5070 | 5085 | 5100 |
|               | 2017 | 2018 | 2019 | 2020 | 2021 | 2022 |